# Cheksna
La Cheksna (en russe : Шексна) est une rivière de l'oblast de Vologda, en Russie, et un affluent de la rive gauche de la Volga.

## Géographie
La rivière prend sa source dans le lac Beloïe, à 120 m d'altitude, et se jette dans la Volga à la hauteur du réservoir de Rybinsk, près de la ville de Tcherepovets. La Cheksna est longue de 139 km, son bassin versant s'étend sur 19 000 km2 et son débit est de 172 m3/s, mesuré à 28 km de l'embouchure.
La Cheksna fait partie de la voie navigable Volga-Baltique.
La principale ville qu'elle arrose est Tcherepovets, située sur la rive nord du réservoir de Rybinsk.